# Багадаїс жовтоголовий
Багадаїс жовтоголовий (Prionops alberti) — вид горобцеподібних птахів родини вангових (Vangidae).

## Назва
Prionops alberti названий на честь короля Бельгії Альберта I (1875—1934).

## Поширення
Ендемік ДР Конго. Трапляється на сході країни на чотирьох гірських хребтах — на захід від озера Едуард, на захід від озера Ківу, в Ітомбве та Місотсі-Кабого. Природним середовищем існування є субтропічний або тропічний вологий гірський ліс з домінуванням бамбука або Hagenia abyssinica, а також первинний тропічний ліс і хмарний ліс.

## Опис
Птах завдовжки 22–24 см, вагою 61-69 г. Це птах з міцною статурою, великою квадратною та витягнутою головою, міцним і загостреним конічним дзьобом, округлими крилами, середнім хвостом з квадратним кінцем, сильними і товстими ногами, хоча не дуже довгими. Оперення глянцево-чорне з синювато-фіолетовим відблиском, лише лоб, верхівка голови і потилиця) солом'яно-жовтого кольору.

## Спосіб життя
Птахи живуть групами до десяти особин. Полює на комах, інших безхребетних та їхніх личинок. Шлюбний сезон припадає на сезон дощів. Гнізда будуються в гущі рослинності. Усі члени групи допомагають у догляді за потомством.

## Цікаві факти
В лютому 2024 року група вчених з Техаського університету в Ель-Пасо (UTEP) вперше в історії сфотографувала пташку Prionops alberti, яка раніше була занесена Американською організацією з охорони птахів до «списку втрачених».